# David Robert Morrison
David Robert Morrison (Oakland, Califórnia, 29 de julho de 1955) é um matemático e físico teórico estadunidense. Trabalha em teoria das cordas e geometria algébrica, especialmente suas relações com a física teórica.
Morrison estudou na Universidade de Princeton com bacharelado em 1976 e na Universidade Harvard com mestrado em 1977 e PhD em 1980, orientado por Phillip Griffiths, com a tese Semistable Degenerations of Enriques' and Hyperelliptic Surfaces. A partir de 1980 foi instrutor e desde 1982 professor assistente na Universidade de Princeton e no ano letivo de 1984-1985 cientista visitante na Universidade de Quioto (como fellow da Japan Society for the Promotion of Science). Em 1986 tornou-se professor associado e em 1992 professor de matemática na Universidade Duke e depois em 1997 "James B. Duke Professor of Mathematics and Physics". Enquanto na Duke, Morrison orientou vários estudantes de doutorado, incluindo Antonella Grassi e Carina Curto. Desde 2006 é professor na Universidade da Califórnia em Santa Bárbara.
Embora Morrison tenha começado sua carreira como matemático em geometria algébrica clássica, em sua carreira posterior também foi um teórico das cordas. Trabalha nas interfaces e fertilização mútua da geometria algébrica e da teoria das cordas, especialmente simetria especular.
Em 1992-1993, 1996-1997 e 2000 esteve no Instituto de Estudos Avançados de Princeton. Em 1995 foi professor visitante na Universidade Cornell, em 2005 no Kavli Institute for Theoretical Physics, e em 2006 foi professor pesquisador no Mathematical Sciences Research Institute (MSRI).
Em 2015 tornou-se membro da Academia de Artes e Ciências dos Estados Unidos, em 2013 fellow da American Mathematical Society, em 2005 Senior Scholar no Clay Mathematics Institute, e em 2005-2006 Guggenheim Fellow.
É co-editor dos trabalhos selecionados de seu orientador de tese Phillip Griffiths.
Foi palestrante convidado do Congresso Internacional de Matemáticos em Zurique (1994: Mirror Symmetry and Moduli Spaces of Superconformal Field Theories).

## Obras
- Quantum field theory, supersymmetry, and enumerative geometry. Freed, Daniel S. and Morrison, David R. and Singer, Isadore editors. IAS/Park City Mathematics Series, Vol. 11. American Mathematical Society Providence, RI viii+285. Papers from the Graduate Summer School of the IAS/Park City Mathematics Institute held in Princeton, NJ, 2001. (2006)
- Quantum fields and strings: a course for mathematicians. Vol. 1, 2. Material from the Special Year on Quantum Field Theory held at the Institute for Advanced Study, Princeton, NJ, 1996–1997. Edited by Pierre Deligne, Pavel Etingof, Daniel S. Freed, Lisa Jeffrey, David Kazhdan, John Willard Morgan, David R. Morrison and Edward Witten. American Mathematical Society, Providence, RI; Institute for Advanced Study (IAS), Princeton, NJ, 1999. Vol. 1: xxii+723 pp.; Vol. 2: pp. i--xxiv and 727–1501. ISBN 0-8218-1198-3, 81-06 (81T30 81Txx)
- Mirror symmetry and rational curves on quintic threefolds: A guide for mathematicians, J. Amer. Math. Soc. 6, 1993, 223–247, ArXiv.org (also online at: «ditto». MR 1179538)
- Mathematical aspects of mirror symmetry, in János Kollár (ed.) Complex Algebraic Geometry, IAS/Park City Math. Series, Vol. 3, 1997, pp. 265–340, ArXiv.org
- Mathematical Aspects of Mirror Symmetry, in Björn Engquist, Wilfried Schmid Mathematics Unlimited, Springer Verlag 2001, Arxiv.org